# Савцова Вікторія Володимирівна
Савцова Вікторія Володимирівна (нар. 10 грудня 1997) — українська плавчиня, Майстер спорту України міжнародного класу. Паралімпійська чемпіонка 2012 року.
Займається у секції плавання Запорізького обласного центру «Інваспорт».

## Державні нагороди
- Орден княгині Ольги II ст. (4 жовтня 2016) — За досягнення високих спортивних результатів на XV літніх Паралімпійських іграх 2016 року в місті Ріо-де-Жанейро (Федеративна Республіка Бразилія), виявлені мужність, самовідданість та волю до перемоги, утвердження міжнародного авторитету України[2]
- Орден княгині Ольги III ст. (17 вересня 2012) — за досягнення високих спортивних результатів на XIV літніх Паралімпійських іграх у Лондоні, виявлені мужність, самовідданість та волю до перемоги, піднесення міжнародного авторитету України[3]